# Несвърта (община Вранска баня)
Несвърта (на сръбски: Несврта или Nesvrta) е село в Югоизточна Сърбия, Пчински окръг, Град Враня, община Вранска баня.

## География
Селото се намира на 24 километра североизточно от общинския център Вранска баня и на 6,5 километра северозападно от село Крива Фея.

## История
По време на Първата световна война селото е във военновременните граници на Царство България, като административно е част от Вранска околия на Врански окръг.

## Население
Според преброяването на населението от 2011 г. селото има 84 жители.

### Етнически състав
Данните за етническия състав на населението са от преброяването през 2002 г.
- сърби – 130 жители (98,48%)
- неизяснени – 2 жители (1,52%)